# Dầu chùm ngây
Dầu chùm ngây (tiếng Ai Cập cổ: Beq hoặc Baqet) là một loại dầu thực vật chiết xuất từ hạt của cây chùm ngây. Tên gọi của nó theo tiếng Anh và nhiều ngôn ngữ khác đều có chữ ben do nó có chứa nhiều axit behenic. Loài người đã sử dụng loại dầu này từ thời kỳ cổ đại. Thành phần chính của dầu chùm ngây:
| Thành phần    | Tỉ lệ |
| ------------- | ----- |
| Axit oleic    | 65.7% |
| Axit palmitic | 9.3%  |
| Axit stearic  | 7.4%  |
| Axit behenic  | 8.6%  |

## Lịch sử

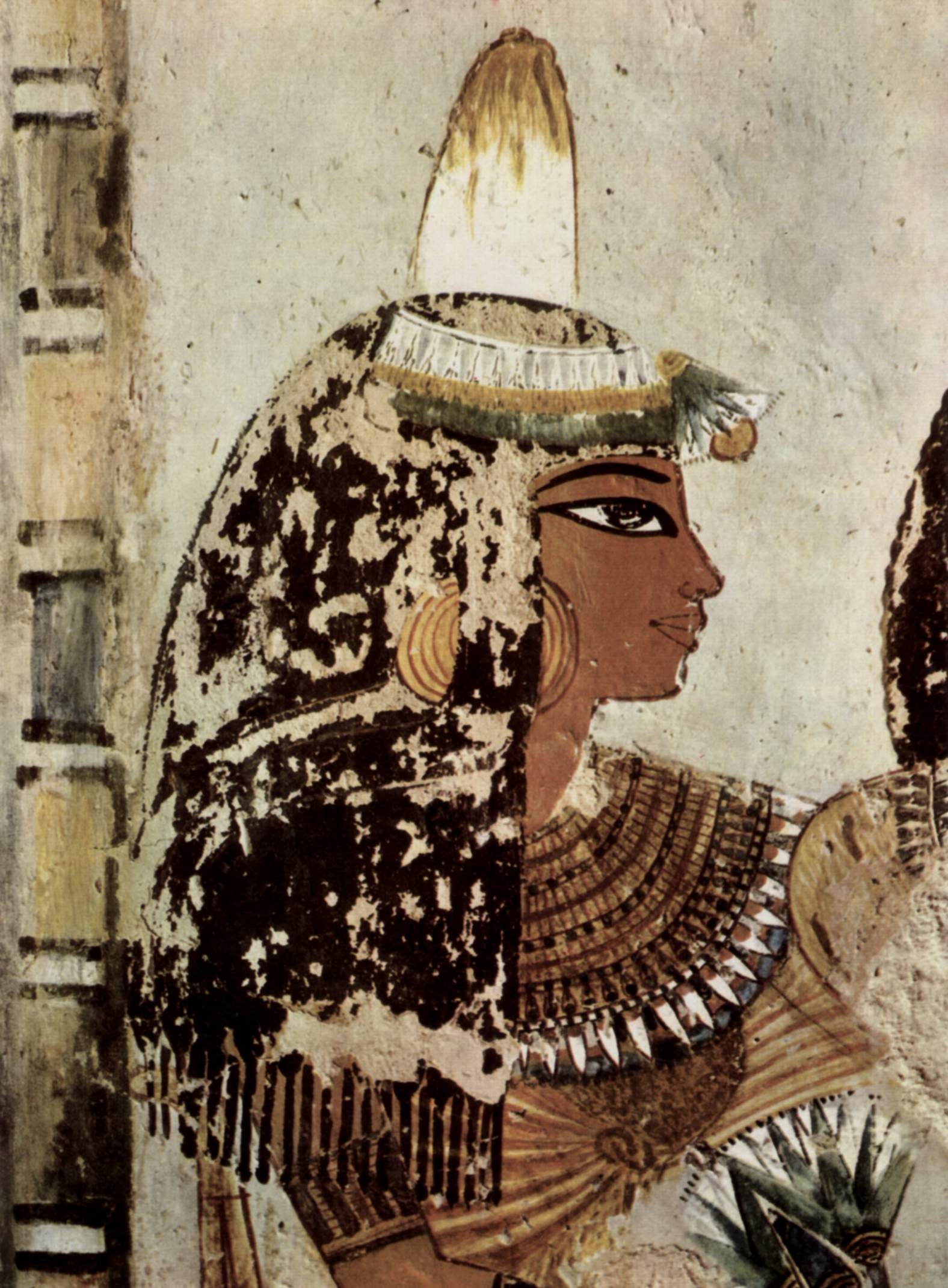
Bích họa người phụ nữ với chóp tinh dầu có chứa dầu chùm ngây trên đầu, 1422-1411 TCN.

Vào vương triều thứ sáu của Ai Cập cổ đại, việc nhập khẩu dầu chùm ngây từ Bắc Á đã được ghi chép lại, mà lần đầu tiên là vào thời Pharaon Sahure. Để vận chuyển, người ta thường chứa dầu chùm ngây vào trong những chiếc bình có quai, mà phần lớn là dạng bình có hình phụ nữ mang thai (Graviden-Flasche). Dầu chùm ngây không mùi, có vị ngọt, được người Ai Cập cổ đại sử dụng như gia vị trong nấu ăn, chất phụ gia trong nước hoa (Kyphi) hay sử dụng để làm một cái chóp chứa tinh dầu gắn trên đầu xác ướp hoặc sử dụng trong dược phẩm.

## Ứng dụng khác
Trong kinh Vệ-đà và Ayurveda viết rằng chùm ngây có thể chữa được hơn 300 bệnh, và dầu chùm ngây đã được sử dụng phổ biến trong y học truyền thống Ayurveda. Nó còn được dùng rộng rãi như dầu ăn tại Ấn Độ và châu Phi.
Trong mỹ phẩm, dầu chùm ngây được sử dụng ở dạng kem, tinh dầu hoặc sáp thơm. Từ thế kỷ thứ 19, dầu chùm ngây trở thành dầu bơi trơn cơ khí sử dụng trong ngành công nghiệp sản xuất đồng hồ, chủ yếu ở Đức và Thụy Sĩ. Vào năm 1920, ở thị trường châu Âu, do dầu ô liu rẻ hơn, nên nó đã thay thế dầu chùm ngây trong thực phẩm.